# Hawise van Aumale
Hawise van Aumale (overleden op 11 maart 1214) was van 1179 tot 1196 gravin van Aumale. Ze behoorde tot het huis Blois.

## Levensloop
Hawise was de dochter en erfgename van graaf Willem van Aumale uit diens huwelijk met Cecily FitzDuncan, vrouwe van Skipton en dochter en erfgename van William FitzDuncan.
Na de dood van haar vader in 1179 erfde ze het graafschap Aumale in Frankrijk en de heerlijkheid Holderness in Engeland. Ze bestuurde deze gebieden in eigen recht. Op 14 januari 1180 huwde Hawise met William de Mandeville, de derde graaf van Essex, waardoor ze tevens in het bezit kwam van een derde van de talrijke bezittingen van de familie Mandeville. Nadat William de Mandeville in 1189 overleed, hertrouwde ze met William de Forz, een edelman afkomstig uit Poitou. De Forz was tijdens de Derde Kruistocht een van de commandanten van de vloot van koning Richard I van Engeland, en het was vermoedelijk op diens aandringen dat het huwelijk plaatsvond.
Samen met haar tweede echtgenoot kreeg Hawise een zoon William (overleden in 1242), die later graaf van Albemarle werd. Nadat ook William de Forz rond 1095 was overleden, huwelijkte Richard I haar uit aan Boudewijn van Béthune (1158-1212), die had deelgenomen aan de Derde Kruistocht en samen met de Engelse koning in Oostenrijkse gevangenschap had gezeten. Daarnaast diende hij in 1178 voor koning Hendrik II van Engeland in het graafschap Vlaanderen, waar hij de functie van ambassadeur uitoefende.
In augustus 1196 veroverde koning Filips II van Frankrijk Aumale, waarna het graafschap deel ging uitmaken van de koninklijke domeinen. Vanaf dan had Havise enkel in Engeland nog bezittingen. Nadat haar derde echtgenoot in 1212 was overleden, stelde de Engelse koning Jan zonder Land haar voor om een vierde echtgenoot te zoeken, maar dat weigerde Havise. Ze was bereid om Jan zonder Land 5.000 marken te betalen om haar erfenis en weduwegoederen te behouden, als ze maar niet werd uitgehuwelijkt. Tegen haar dood in maart 1214 had ze slechts een vijfde van die vergoeding betaald. Hawises bezittingen in Engeland werden geërfd door haar zoon William.